# Gregor Reisch

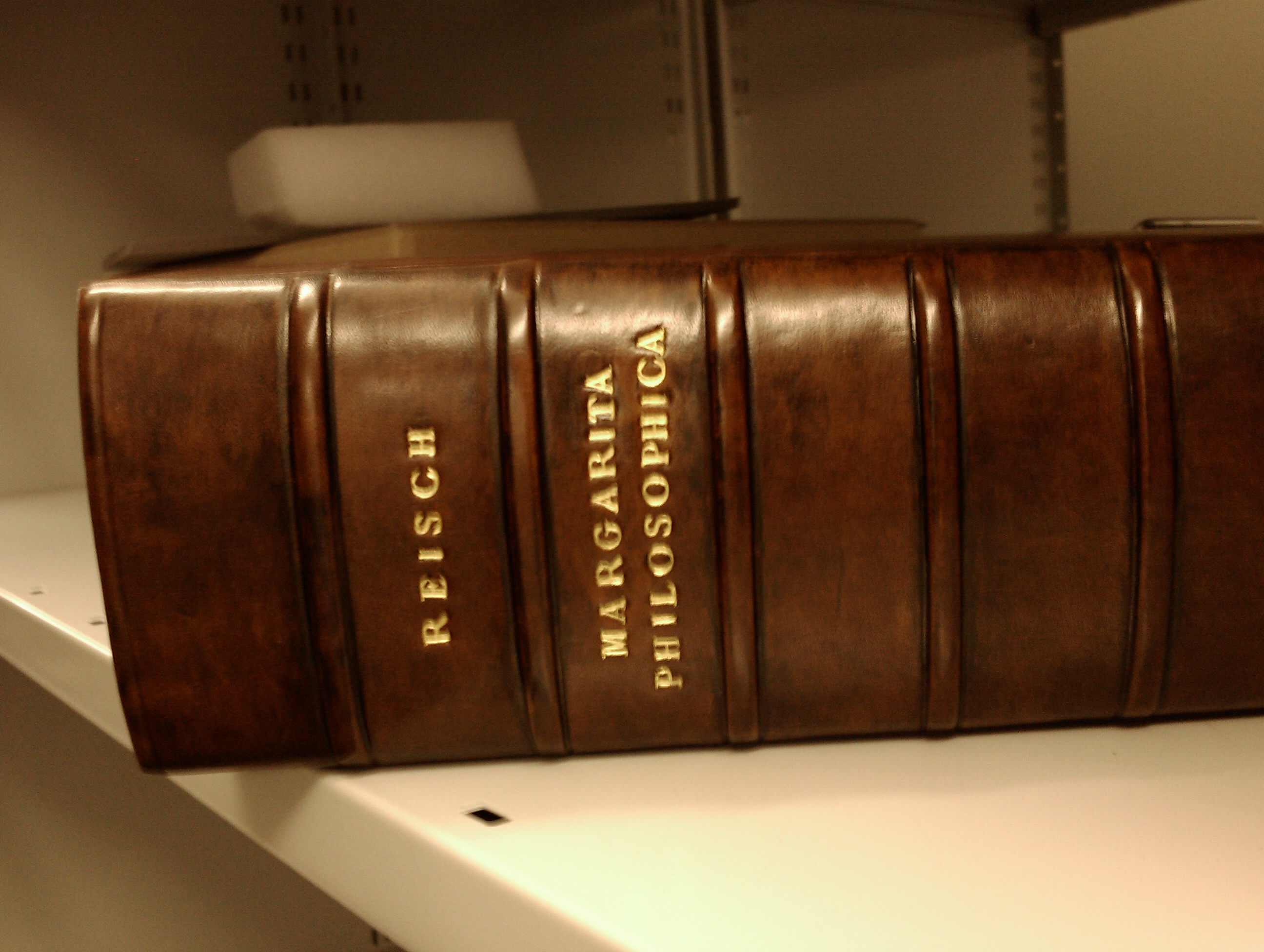
Una copia della Margarita philosophica di Reisch conservata nel Museo della scienza di Wroughton (borough di Swindon), in Inghilterra.

Gregor Reisch, talvolta latinizzato in Gregorius Reischius (Balingen, 1467 circa – Friburgo in Brisgovia, 9 maggio 1525), è stato un umanista, scrittore ed enciclopedista tedesco. È noto soprattutto per aver compilato l'enciclopedia Margarita philosophica.

## Biografia
Studente all'Università di Friburgo in Brisgovia dal 1487, l'anno successivo vi ottenne il titolo di baccelliere e nel 1489 quello di magister artium. Entrato nell'Ordine certosino, allora in forte espansione, tornò ben presto all'Università Albertina dove insegnò per una decina d'anni, fino al 1500. Fu un periodo piuttosto intenso sia per il lavoro (in particolare la stesura della Margarita philosophica, conclusa all'incirca nel 1496) che per gli studi (completati con un temporaneo soggiorno all'università di Heidelberg nel 1496-1498, grazie anche al mecenatismo del conte di Zollern, Eitel Federico II). Nel 1500-1502 fu priore nella certosa di St. Margarethental a Basilea (Klein Basel) e, dal 1503 fino a poco prima della morte, in quella del Monte di San Giovanni Battista a Friburgo, dove si oppose strenuamente al luteranesimo componendo testi filosofici diffusi e apprezzati soprattutto fra gli universitari della città. Fu anche "visitatore" per la provincia certosina del Reno e proprio in quel ruolo si distinse come avversario dei riformati.
Confessore dell'imperatore Massimiliano I d'Asburgo, grazie ai suoi viaggi incontrò e strinse personale amicizia con Erasmo da Rotterdam ed altri famosi umanisti del suo tempo, fra cui si possono ricordare Ulrich Zasius, il celebre predicatore Johann Geiler von Kaisersberg e gli alsaziani Matthias Ringmann, Beatus Rhenanus e Jakob Wimpfeling. Tra i suoi allievi figura il teologo Johannes Eck, noto esponente tedesco della Controriforma. La sua vasta e solida erudizione gli permetteva di fronteggiare agevolmente questioni disparate, tanto da venir considerato dai contemporanei una sorta di "oracolo". In ogni caso fu uno dei principali intellettuali che contribuirono all'affermarsi delle enciclopedie come strumento di diffusione del sapere.

## Opere
Il titolo Margarita philosophica viene normalmente tradotto in italiano come "Perla filosofica". La traduzione è certamente corretta da un punto di vista letterale, ma andrebbe comunque interpretata alla luce di quanto lo stesso Reisch aggiunge poco dopo rivolgendosi agli ingenui adolescentes, cui è innanzi tutto dedicata la Margarita, quando la definisce epitoma omnis philosophiæ. Il concetto è ribadito dal titolo apposto l'anno successivo alla 2ª edizione (non ufficiale) della sua opera: Aepitoma omnis phylosophiae, alias Margarita phylosophica, tractans de omni genere scibili, cioè "Compendio di tutta la filosofia, ovvero Perla filosofica, riguardante ogni genere dello scibile".
Pare potersene dedurre da un lato che il termine margarita sia qui utilizzato quasi come un sinonimo di "prezioso compendio" (un thesaurus) e dall'altro che il termine philosophia vada inteso più nell'accezione medievale di "sapere" o "saggezza" (la sophìa in senso generale e generico) che non in quella umanistica e moderna di "scienza" autonoma e specialistica. In altre parole, margarita philosophica come "tesoretto del sapere".

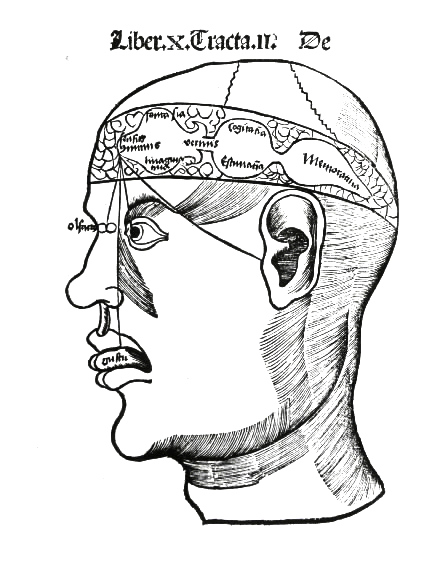
I ventricoli cerebrali (xilografia tratta dal 10º libro, dedicato all'anima "vegetativa", della Margarita philosophica, 1512).

### Margarita philosophica
La sua opera più conosciuta è la Margarita philosophica, probabilmente la prima enciclopedia moderna ad essere stampata e divenuta un elemento essenziale nella storia della scienza per l'attenzione rivolta alla cosiddetta "filosofia naturale". Redatta infatti intorno al 1496, venne pubblicata a Friburgo in Brisgovia nel 1503 e riedita almeno una dozzina di volte nel corso del XVI secolo.
Tipica enciclopedia rinascimentale indirizzata agli studenti universitari, è composta in forma di dialogo fra un allievo che domanda e un insegnante che risponde. Trattandosi di un'enciclopedia "generalista", affronta argomenti disparati, ordinati comunque secondo il modello delle sette arti liberali con l'intento di presentare un po' tutto lo scibile. Dei 12 libri in cui è suddivisa, i primi tre riguardano grammatica (latina), logica (con il sillogismo dialettico) e retorica, cioè le arti del Trivio (o artes sermocinales), seguiti dai quattro dedicati ad aritmetica, musica, geometria ed astronomia, cioè le arti del Quadrivio (o artes reales); vengono poi i quattro libri consacrati alla "filosofia naturale": l'8º - Naturalis philosophiæ principia, il 9º - De origine rerum naturalium (minerali, metalli e loro estrazione), il 10º sulla fisiologia e la psicologia (intese come studio dell'anima "vegetativa" e "sensitiva") e l'11º su origine, natura e immortalità dell'anima "razionale"; il 12º e ultimo libro conclude il trattato con l'etica (o filosofia morale). 
Ispirato all'aristotelismo, integrato in base ai principi cristiani secondo la caratteristica interpretazione dell'agostinismo medievale, il testo è corredato da un indice analitico e da numerose xilografie che ne accrescono la praticità d'uso e la funzione didattica. Fra di esse, numerose sono quelle d'argomento medico (ad esempio la prima rappresentazione schematica dell'occhio o quella del cervello umano) e naturalistico (terremoti, animali, pesci, stelle, minerali e metalli con la loro trasmutazione alchemica), compresa una mappa terrestre di ampie dimensioni (30 x 41 cm) in cui realtà e fantasia si fondono in una raffigurazione del mondo tolemaico mescolato alle credenze medievali.
Secondo il giudizio del naturalista ed esploratore Alexander von Humboldt, la Margarita philosophica di Reisch «per oltre cinquant'anni contribuì in modo notevole alla diffusione del sapere». L'opera, infatti, nella prima metà del Cinquecento ebbe grande diffusione sia per l'impostazione e la forma popolare sia per la relativa brevità, per cui venne abitualmente consigliata, anche se non ufficialmente adottata, come manuale nelle scuole superiori. Decisamente negativo invece il giudizio che ne dà lo studioso francese Numa Broc: di fronte al «persistente successo» della Margarita philosophica per tutto il XVI secolo, egli sostiene che di essa «oggi mal comprendiamo la straordinaria diffusione» e l'accusa di diffondere «più leggende che scienza».

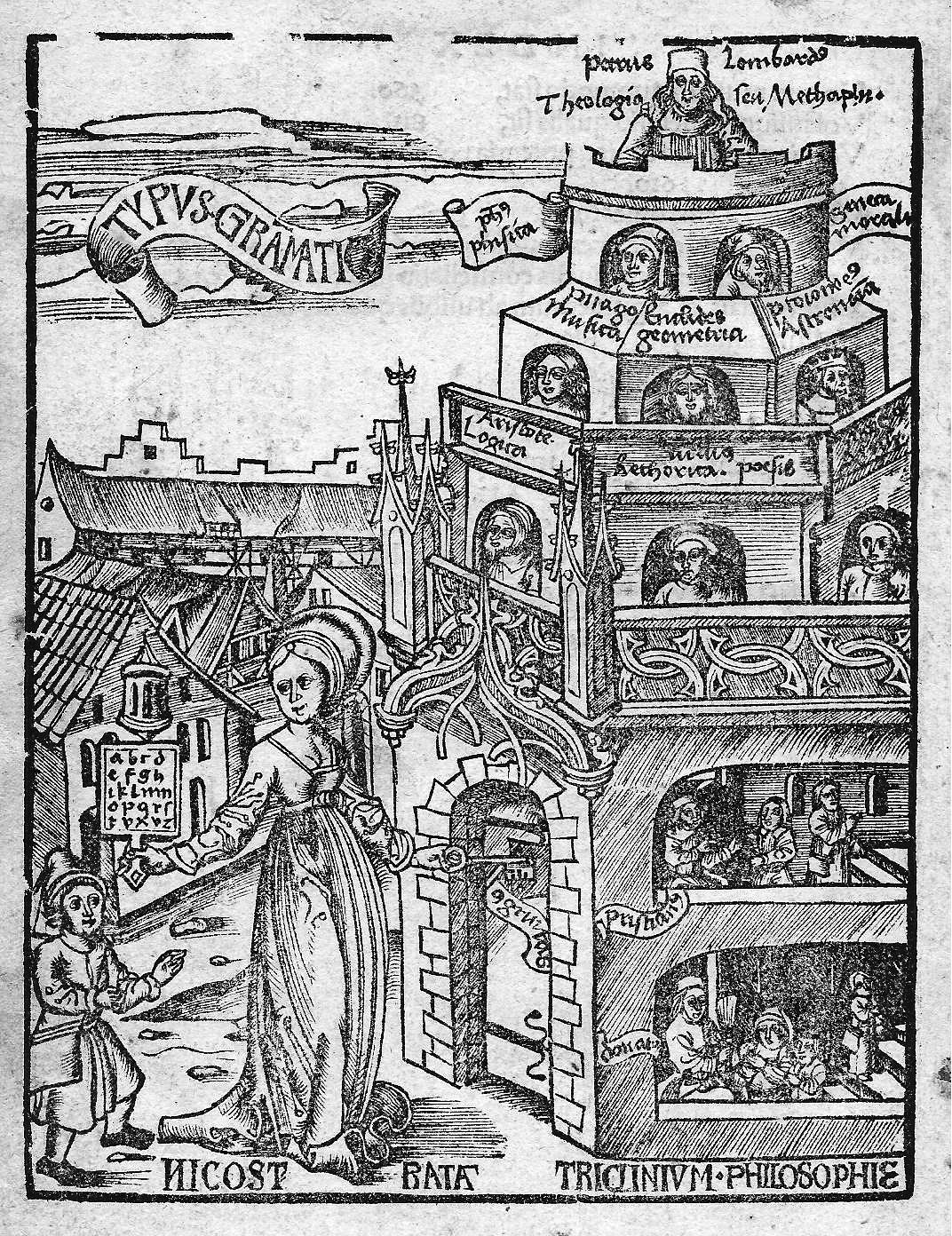
La grammatica apre la porta della saggezza (xilografia d'apertura del 1º libro della Margarita philosophica, 1503).

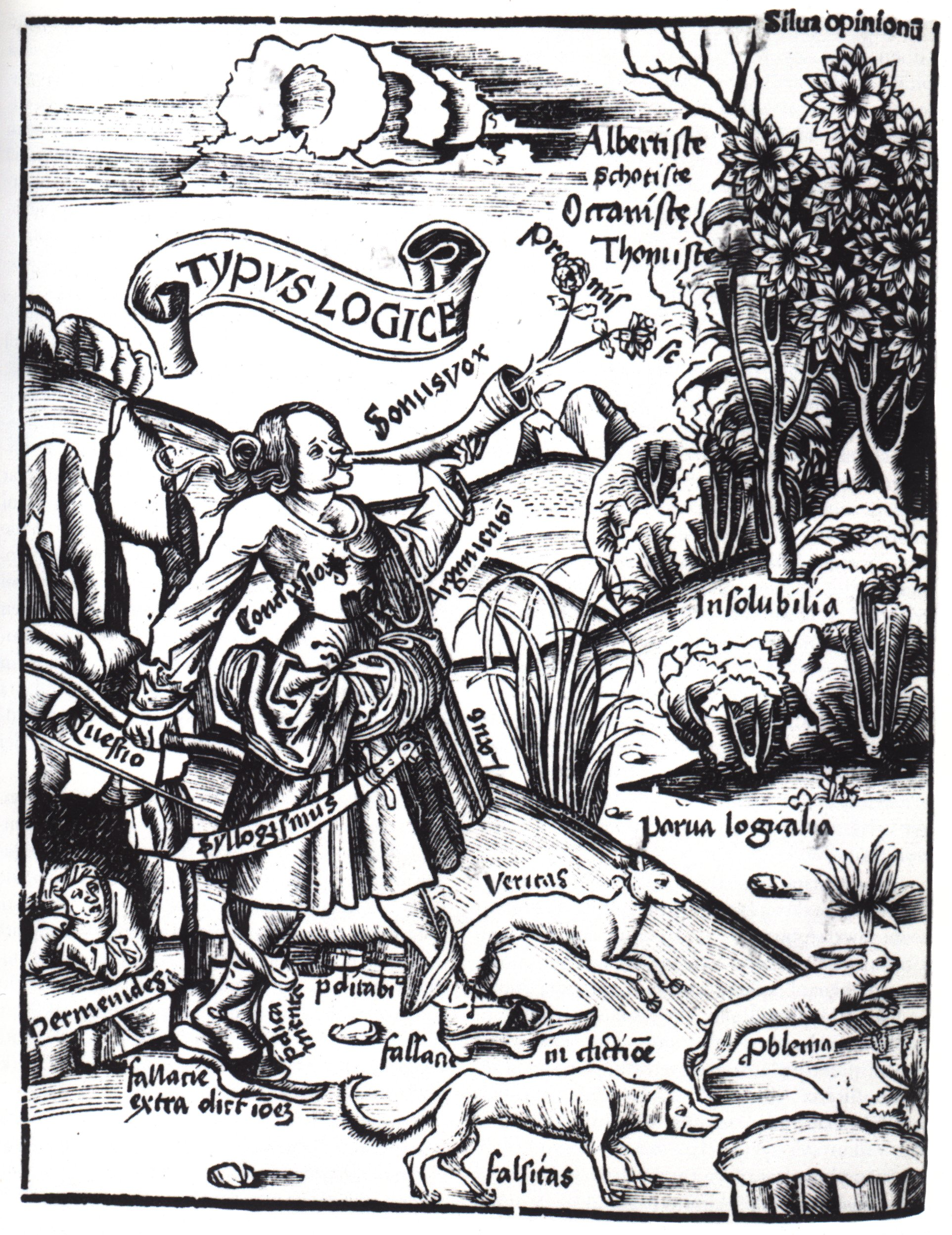
La logica fa da guida nella selva delle opinioni (xilografia d'apertura del 2º libro della Margarita philosophica, 1503).

#### Le principali edizioni
1. Margarita philosophica, Friburgo in Brisgovia, Johannes Schott, 1503.[7]
Lo stampatore alsaziano Johannes Schott (1477-1550) si trasferì appositamente da Strasburgo a Friburgo in Brisgovia per pubblicare il volume. Qui installò un'officina calcogafica temporanea per consentire a Reisch di controllare il lavoro tipografico.
2. Aepitoma omnis phylosophiae, alias Margarita phylosophica, tractans de omni genere scibili - cum additionibus quæ in aliis non habentur, Argentina (Strasburgo), Johannes Grüninger, febbraio 1504.[8]
Ripubblicazione non autorizzata della 1ª edizione da parte dello stampatore ed editore Johannes Reinhard (noto anche come Hans Grüninger dal nome del suo paese natale, 1455-1532). Oltre alle varianti al titolo e alla mappa del mondo (con i soli quattro venti principali), contiene un prospetto della grammatica ebraica riassunto in una ventina di fogli. Xilografie a colori.
3. Margarita philosophica, Strasburgo, Johannes Schott, marzo 1504.
Lo stampatore Schott vi stigmatizza la precedente edizione "piratesca" con il sunto della grammatica ebraica non scritto da Reisch. Xilografie a colori. Vi compare l'indicazione del 1496 come data di completamento del manoscritto di Reisch.[9]
Ristampa moderna in CD-ROM: Firenze, Il giardino di Archimede, 2001.
4. Margarita philosophica cum additionibus novis: ab auctore suo studiosissima revisione tertio superadditis, Basilea, Johannes Schott e Michael Fürter, febbraio 1508.
Il frontespizio è stampato in rosso e nero. Fra le additionibus novis, contiene un De laudibus di Philesius Vogesigena (Matthias Ringmann, allora professore di cosmografia a Basilea) e altri versi d'encomio per la Margarita.
5. Margarita phylosophica nova, Argentina (Strasburgo), Johannes Grüninger, marzo 1508.
2ª edizione non autorizzata, simile a quella del febbraio 1504 ma con numerose aggiunte. Fra le altre, vi compaiono una serie di epigrammi elogiativi della Margarita, un'Ars memorandi di Pietro da Ravenna, un Modus componendi epistulas di Filippo Beroaldo, il Panepistemon di Agnolo Poliziano (prolusione al corso sull'etica aristotelica del 1490) e un trattato sull'architettura e la prospettiva di Martin Waldseemüller (allievo di Reisch all'Università Albertina).[10]
Ristampa anastatica moderna, con (IT)  introduzione di Lucia Andreini: Salisburgo, Università (Istituto di Anglistica e Americanistica), 2002, 3 voll. ISBN 3-901995-68-4, ISBN 3-901995-69-2, ISBN 3-901995-71-4.
6. Margarita phylosophica nova, cui insunt sequentia ..., Argentina (Strasburgo), Johannes Grüninger, 1512.
3ª edizione non autorizzata. Alcune copie prevenuteci sono accompagnate dall'Appendix Matheseos, che contiene trattazioni sul greco e l'ebraico, l'astrolabio, la prospettiva, problemi geometrici ecc.
7. Margarita phylosophica nova, cui annexa sunt sequentia ..., Argentina (Strasburgo), Johannes Grüninger, 1515.
4ª edizione non autorizzata. Oltre alla mappa del mondo con i soli quattro venti principali, tipica delle edizioni di Grüninger, alla fine del volume compare un nuovo Typus universalis terræ iuxta modernorum distinctionem et extensionem per regna et provincias che mostra il nord e il sud del continente americano con una Nova terræ succincta descriptio: è probabile che la nuova carta sia stata stampata separatamente per poterla allegare anche alle edizioni precedenti.[11]
8. Margarita philosophica cum additionibus novis: ab auctore suo studiosissima revisione quarto superadditis, Basilea, Michael Fürter, 1517.
Ristampa moderna in facsimile, con (DE)  prefazione, introduzione e sommario di Lutz Geldsetzer: Düsseldorf, Stern-Verlag Janssen, 1973.
9. Margarita philosophica hoc est, habituum seu disciplinarum omnium, quotquot philosophiae syncerioris ambitu continentur perfectissima, Basilea, Sebastianum Henric Petri, 1523.
10. Margarita philosophica, Basilea, 1535.

### Altre opere
Nel 1510 Reisch pubblicò anche gli statuti e privilegi dell'ordine certosino. Collaborò quindi con Erasmo da Rotterdam, che a Basilea stava preparando la sua traduzione della Vulgata di san Girolamo.